# Zhang Dianxiang
Zhang Dianxiang (chinesisch 张奠湘, Pinyin Zhāng Diànxiāng, * 1963) ist ein chinesischer Botaniker. Er wirkt als Kurator am „South China Botanical Garden Herbarium“ (IBSC, chinesisch 中科院华南植物园标本馆), einer Forschungseinrichtung der Chinesischen Akademie der Wissenschaften in Guangzhou, Provinz Guangdong.
Sein botanisches Autorenkürzel lautet „D.X.Zhang“.

## Werdegang
1985 erlangte Zhang Dianxiang am biologischen Fachbereich der Hunan Normal University (湖南师范大学,  Húnán Shīfàn Dàxué) den Bachelorgrad in Biologie, 1988 den Mastergrad am Südchinesischen Botanischen Forschungsinstitut (华南植物研究所,  Huánán Zhíwù Yánjiūsuǒ) in Guangdong und 1999 den Doktorgrad in Ökologie und Systematik an der Universität Hongkong. In seiner Ph.D.-Thesis behandelte er die Systematik der Burmanniaceae.

## Forschungsarbeiten
Zu Beginn seiner Arbeit beschäftigte sich Dianxiang Zhang vor allem mit mykoheterotrophen Pflanzen wie den Burmanniaceae und Corsiaceae.
Als Autor arbeitete er später für die "Flora of China" hauptsächlich über die Fabaceae, gemeinsam mit Thomas G. Hartley und Dezhao Chen. Zhang nutzte eine Kombination von Daten aus einem breiten Spektrum, von der traditionellen taxonomischen Revision bis hin zur Rekonstruktion phylogenetischer Verwandtschaftsbeziehungen anhand morphologischer, palynologischer und molekularer Eigenschaften, um die Evolution der pantropischen Gattung Bauhinia und der kultivierten Kumquats zu erforschen, sowie mit der Evolution von Bestäubungssystemen, der Koevolution von Blüten und Bestäubern und den Auswirkungen von Bestäuberwechsel.

## Veröffentlichungen
- Systematics of Burmannia L. (Burmanniaceae) in the Old World. In: Hong Kong University Theses Online, Thesis (Ph. D.). University of Hong Kong, 1999.
- mit Richard M. K. Saunders, Chi-Ming Hu: Corsiopsis chinensis gen. et sp. nov. (Corsiaceae): First Record of the Family in Asia. In: Systematic Botany. Band 24, Nr. 3, Juli–September 1999, S. 311–314, (doi:10.2307/2419691, JSTOR:2419691 Abstract).
- mit Richard M. K. Saunders: Corsiaceae. In: Flora of China Editorial Committee (Hrsg.): Flora of China. Band 23: Typhaceae through Corsiaceae. Science Press, Beijing, / Missouri Botanical Garden Press, St. Louis.
- mit Thomas G. Hartley, David J. Mabberley: Orixa japonica. In: Flora of China. Band 11, 2008, S. 66 (efloras.org).
- mit Thomas G. Hartley: Murraya koenigii. In: Flora of China. Band 11, 2008, S. 87 (efloras.org).
- mit Thomas G. Hartley: Zanthoxylum. In: Flora of China. Band 11, S. 53 (efloras.org).
- mit Ren Sa, Delin Wu, Dezhao Chen, Hang Sun, Puhua Huang, Michael G. Gilbert, Mats Thulin, C. Melanie Wilmot-Dear & Hiroyoshi Ohashi: Phaseoleae. In: Flora of China. Band 10: Fabaceae. 2010, ISBN 978-1-930723-91-7, S. 196 (efloras.org Abschnitt Beschreibung, Verbreitung, Nutzung und Systematik).
- mit Thomas G. Hartley: Skimmia. In: Flora of China. Band 11, 2008, S. 77 (efloras.org Abschnitt Beschreibung).
- mit Thomas G. Hartley: Clausena lansium. In: Flora of China. Band 11, 2008, S. 84 (efloras.org).
- mit Dezhao Chen & Kai Larsen: Dalbergia. In: Flora of China. Band 10: Fabaceae. 2010, ISBN 978-1-930723-91-7, S. 121 (efloras.org).
- mit Zhi Wei, Dezhao Chen, Hang Sun & Les Pedley: Millettieae. In: Flora of China. Band 10: Fabaceae. 2010, ISBN 978-1-930723-91-7, S. 165 (efloras.org Abschnitt Beschreibung und Systematik).
- mit Dezhao Chen & Ding Hou: Caesalpinia. In: Flora of China. Band 10: Fabaceae. 2010, ISBN 978-1-930723-91-7, S. 41 (efloras.org Abschnitt Beschreibung).
- mit Thomas G. Hartley: Tetradium. In: Flora of China. Band 11, 2008, S. 66 (efloras.org Abschnitt Beschreibung, Verbreitung und Systematik).
- mit Dezhao Chen, Supee Saksuwan Larsen, Michael A. Vincent: Cercis In: Flora of China. Band 10: Fabaceae. 2010, ISBN 978-1-930723-91-7, S. 5 (efloras.org).
- mit Dezhao Chen, Ding Hou: Afzelia. In: Flora of China. Band 10: Fabaceae. 2010, ISBN 978-1-930723-91-7, S. 24 (efloras.org).
- mit Dezhao Chen, Kai Larsen: Cassia fistula. In: Flora of China. Band 10: Fabaceae. 2010, ISBN 978-1-930723-91-7, S. 28 (efloras.org).
- mit Dezhao Chen, Kai Larsen, Supee Saksuwan Larsen: Hymenaea In: Wu Zheng-yi, Peter H. Raven, Deyuan Hong (Hrsg.): Flora of China. Band 10: Fabaceae. Science Press und Missouri Botanical Garden Press, Beijing / St. Louis, 2010, ISBN 978-1-930723-91-7, S. 24 (efloras.org).
- mit Thomas G. Hartley, David J. Mabberley: Rutaceae. In: Flora of China. Band 11, 2008, S. 51 (efloras.org).
- mit David J. Mabberley: Citrus×aurantium. In: Flora of China. Band 11, 2008, S. 95 (efloras.org).
- mit Dezhao Chen, Kai Larsen, Supee Saksuwan Larsen, Michael A. Vincent: Bauhinia. In: Flora of China. Band 10: Fabaceae. 2010, ISBN 978-1-930723-91-7, S. 557 (efloras.org).
- Dianxiang Zhang, Thomas G. Hartley: Aegle. In: Wu Zhengyi, Peter H. Raven (Hrsg.): Flora of China. Band 11. Missouri Botanical Garden Press, St. Louis 2008, S. 96 (efloras.org).